# ФК Препород Нови Жедник
Фудбалски клуб Препород је фудбалски клуб из Новог Жедника. Клуб је основан 1936, али званично са радом почиње 1939. године. Тренутно се такмичи у Окружној лиги Суботице, петом рангу такмичења.

## О клубу
Клуб у историји није имао посебно запажених резултата, али је ипак изнедрио првокласне фудбалере. Први истакнути фудбалер из овог клуба је Живко Слијепчевић, Други истакнути фудбалер из овог клуба је Ацо Носковић. 
Шеснаестог марта 2011. године, Препород је на свом терену дочекао суботичког прволигаша Спартак, и на изненађење свих, завршио овај сусрет победом од 2-1. Иако је у питању била пријатељска утакмица, коју су Суботичани играли у комбинованом саставу, ова победа ипак заузима значајно место у историји овог клуба, јер је у питању ипак екипа која игра у Јелен супер лиги Србије. Стрелци у овом мечу су били Илија Јарић у 25. минуту, а коначан резултат поставио је Дејан Милетић у 67. минуту. Једини погодак за Спартак, и уједно први гол на мечу, постигао је Дарко Караџић у 10. минуту, значајну улогу у очувању резултата имао је и голман домаћег тима, Угљеша Ковач, који је својим пожртвованим интервенцијама успевао да заустави чак и Носковића, који је у више наврата успевао да матира голмане Црвене звезде и Партизана, али не и голмана Препорода.

## Састав у сезони 2012/13
| Бр. |        | Позиција | Играч             |
| --- | ------ | -------- | ----------------- |
|     | Србија | Г        | Далибор Пап       |
|     | Србија | Г        | Милан Јокић       |
|     | Србија | О        | Ђуро Грабеж       |
|     | Србија | О        | Ненад Грбић       |
|     | Србија | О        | Душан Маљковић    |
|     | Србија | О        | Небојша Терзија   |
|     | Србија | О        | Никола Лакета     |
|     | Србија | О        | Немања Ћирић      |
|     | Србија | О        | Мирослав Карајчић |
|     | Србија | С        | Милош Ковач       |

| Бр. |        | Позиција | Играч                         |
| --- | ------ | -------- | ----------------------------- |
|     | Србија | С        | Петар Грбић                   |
|     | Србија | С        | Дарко Дамјановић (1. капитен) |
|     | Србија | С        | Александар Медић              |
|     | Србија | С        | Михајло Ждрња                 |
|     | Србија | С        | Никола Гојковић               |
|     | Србија | Н        | Илија Јарић (2. капитен)      |
|     | Србија | Н        | Горан Билић                   |
|     | Србија | Н        | Угљеша Ковач                  |
|     | Србија | Н        | Стево Копања                  |

- Тренер : Ненад Ђуровић